# Universidad Leuphana de Lüneburg
La Universidad Leuphana de Lüneburg es una universidad estatal patrocinada por una fundación de derecho público en Lüneburg en Baja Sajonia. Su investigación se centra en la educación, la cultura, la sostenibilidad y la economía. En la enseñanza, ha establecido un modelo de estudio altamente interdisciplinario que es inusual para Alemania, con una universidad para obtener una licenciatura, una escuela de posgrado para combinar estudios de maestría y doctorado, y una escuela profesional para una educación superior.
La Universidad de Lüneburg se fundó originalmente en 1946 como una escuela de formación de docentes en Lüneburg y, con 9888 estudiantes, es una de las universidades medianas de Alemania (a partir del semestre de invierno 2018/19).
- Datos: Q505170
- Multimedia: Leuphana Universität Lüneburg / Q505170